# Баллеруп (муніципалітет)
Баллеруп (дан. Ballerup) — муніципалітет у регіоні Столичний регіон королівства Данія. Площа — 33.8 квадратних кілометрів. Адміністративний центр муніципалітету — місто Баллеруп.

## Населення
У 2012 році населення муніципалітету становило 47 994 особи.